# Arturo Vermi
Arturo Vermi (Bergamo, 26 marzo 1928 – Paderno d'Adda, 10 ottobre 1988) è stato un artista italiano.

## Biografia

### Inizio della vita artistica
Arturo Vermi nacque a Bergamo il 26 marzo 1928. Nella prima metà degli anni cinquanta, ancora molto giovane, si trasferì a Milano per lavorare come operaio alla Pirelli. L'esperienza  contribuì molto alla sua formazione, mettendolo in contatto con le istanze innovatrici che gravitano intorno al quartiere di Brera a Milano. Infatti, fu nel Centro Culturale Pirelli, allora vivo e propositivo, che Vermi tenne nel 1956 la sua prima mostra personale.
La mostra fu caratterizzata da opere figurative, poi distrutte, di soggetto naturalistico e accento espressionistico, dipinte da autodidatta, con toni scuri e forti, nel parco della Villa Reale di Monza. Dal 1958 e dopo un soggiorno a Parigi nel 1960-1961, le opere di Vermi furono gradualmente indirizzate verso forme più oggettive, in sintonia con il contesto internazionale, ben conosciuto in Italia, e soprattutto a Milano, grazie a Lucio Fontana, punto di riferimento fondamentale per tutti gli artisti della sua generazione, che Vermi frequentava.
Nel periodo 1959-1963, fecero la loro comparsa dipinti come le Lavagne e le Lapidi, in cui, nella riduzione estrema dell'immagine a segno, prendono forma delle linee più o meno fitte e regolari, tracciate o incise con varie tecniche orizzontalmente sul supporto, che diverranno per molti anni protagoniste e cifra distintiva delle opere di Vermi. 

Vermi,Verga,Cardazzo,Sordini, galleria del Cavallino 1964

### Gruppo del Cenobio
Nel 1962 Vermi fondò con gli artisti Agostino Ferrari, Ugo La Pietra, Ettore Sordini, Angelo Verga e il critico e scrittore Alberto Lucia, il Gruppo del Cenobio, con l'intenzione di rinnovare i codici di scultura e pittura.
La pennellata, talvolta violentemente espressa sulla tela, istintiva e fulminea, dava valore al segno, al senso del materico, divenendo così tratto fondamentale del movimento. 
Il gruppo si sciolse nel 1963, a un solo anno di distanza dalla sua fondazione.

Arturo Vermi, Milano, 1964

### Una nuova concezione dello spazio e il periodo Lilith
Nel 1964 Vermi sviluppò le creazioni dei Diari, opere sia su tela che tridimensionali, in una nuova prospettiva di atemporalità, contrastata negli anni successivi, fino alla sua morte, dalla volontà di cancellare lo spazio e renderlo visibile e poi lavorarci sopra che diede vita alle Figure/Presenze nello spazio tempo. 
Nel 1965 cominciò lo studio dello spazio e in questo periodo le sue opere sono caratterizzate da una pittura nuova, un'amplificazione del segno che lo rende immagine, tanto da assumere una dimensione di orizzonti incommensurabili. 
Nel 1967 Vermi riuscì ad approfondire questo concetto di spazio anche grazie all'amicizia con Lucio Fontana,  gettando le basi per tutti i suoi studi futuri. Durante il 1971 l'artista confessò di essere arrivato a godere di una calma e di un silenzio vivificanti che gli consentirono di sentire affiorare dei nuovi valori artistici, i quali diedero origine alle serie di tele chiamate Paesaggi,  Marine e Presenze. Si aprì infine, nel 1975 la stagione festosa e particolarmente fertile della "felicità", chiamata dall'artista con il nome di Lilith.
Durante il periodo Lilith l'artista cominciò a lavorare sul tema della volontà di libertà dai dogmi assoluti del passato. 
Nel "manifesto del disimpegno" Vermi sostenne che senza la libertà non c'è evoluzione, non c'è progresso, non c'è scienza. Da qui cominciò la ricerca della realtà dell'uomo in relazione a tutto ciò che lo circonda. Nel 1975 e  nel 1978 vennero pubblicati gli unici due numeri della rivista "L'Azzurro", la quale ha come primo interesse la ricerca della felicità umana. 
In questo periodo di felicità vennero ideati anche i progetti di sculture come le Lune e i Colloqui, opere compiute tra il 1976 e il 1983.

### Le ultime creazioni
Nella parte finale della sua vita Vermi abitò  prima a Verderio, poi a Paderno D'Adda. A questo periodo risalgono alcune delle sue più importanti opere tridimensionali, i Frammenti, le Sequoie e le Piattaforme, le quali però non vennero mai apprezzate come le sue opere bidimensionali.
Arturo Vermi morì il 10 ottobre 1988 a Paderno D'Adda.

## L'arte
Vermi nasce in un periodo di rinnovamento artistico. Dopo la seconda guerra mondiale infatti l'arte si pone nuovi orizzonti e arrivano in Italia anche le nuove correnti artistiche dagli altri continenti.   
L'artista si sofferma a ragionare sul segno e dello spazio. Il suo riferimento prossimo è quello della ricerche sul segno come “minimo sperimentale simbolico”.  
Il suo è un pensare l’immagine in modo completamente diverso: «trovai la pagina bianca, lo spazio ma non per riempirlo, bensì per spogliarlo e lasciarvi un segno orizzontale argenteo in mezzo ad un blu, oppure due segni in mezzo a tutto il quadro vuoto e così quella serie la chiamai Paesaggi» (tratto da: Appunti dell'artista, Marzo 1971) . 
Da questa citazione si nota come Fontana abbia influito nel modo di pensare l'arte di Vermi.  Infatti dà molta importanza al segno, inteso come tratto materiale, il quale riesce a scandire lo spazio; questo pensiero è molto ricorrente anche nei Tagli e nei Graffiti di Lucio Fontana. 
Imprimendo i segni su tele di diverso colore, Vermi riesce a segnare un orientamento sia mentale che materiale all'interno della sua concezione di spazio e tempo infiniti. 
I colori più utilizzati dall'artista per rappresentare lo spazio infinito sono l'oro e l'argento, ai quali si contrappongono tratti spesso scuri e allineati, sempre volti a mostrare l'avanzamento dei suoi studi sullo spazio e sul tempo che accompagnarono Vermi in tutte le sue opere e durante tutta la sua vita.

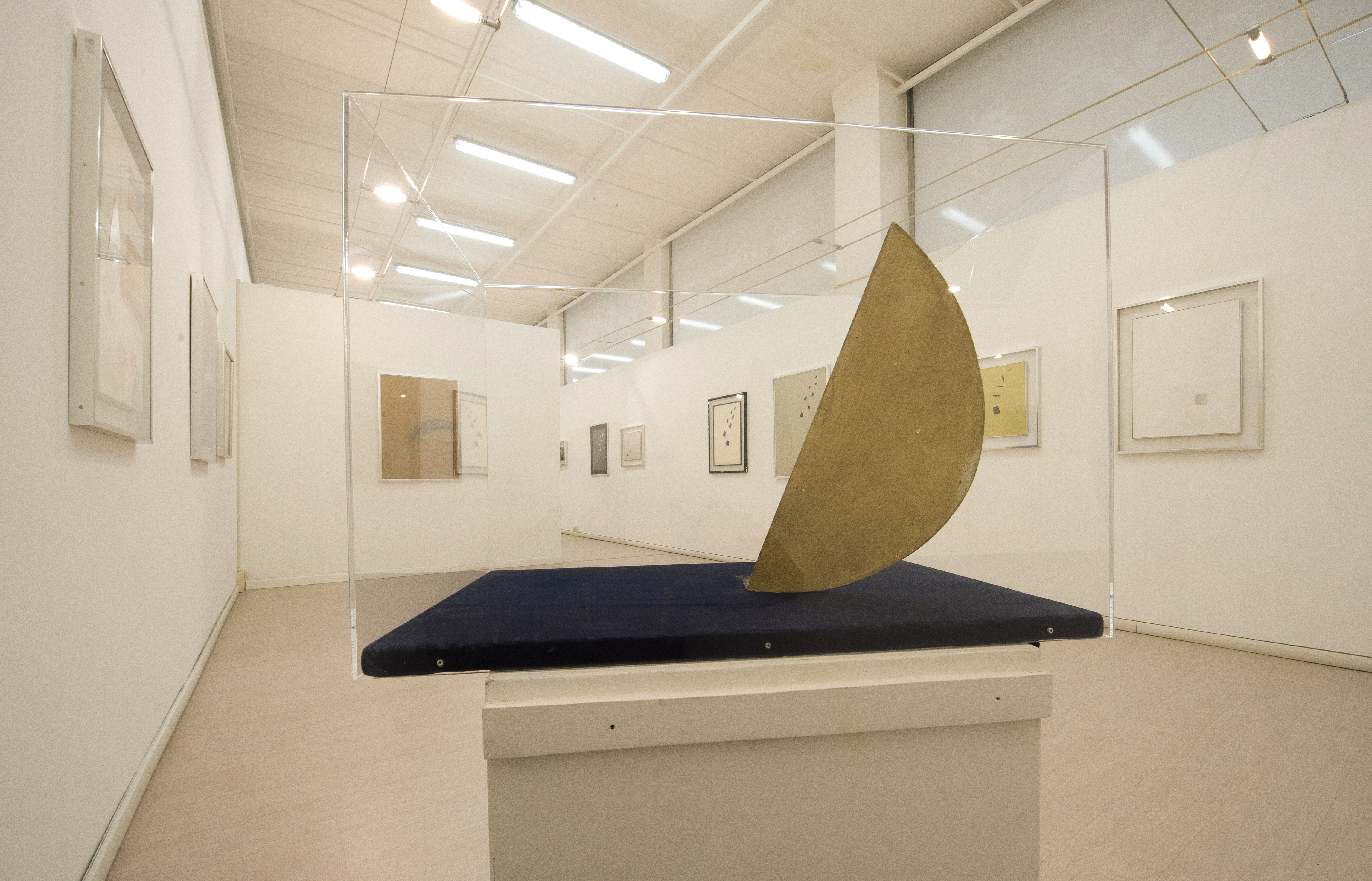
Arturo Vermi, Luna

## Gli scritti
Durante la sua vita Vermi produsse anche diversi testi scritti. 

### Appunti dell'artista
Gli Appunti dell'artista vennero scritti nel 1971 per il pieghevole della mostra di Vermi alla galleria Il Giorno, a Milano. In queste pagine Vermi spiega la concezione di spazio delle sue opere, dicendo che lo spazio è tale in quanto gli esseri umani sono un punto in esso e che il suo è un tentativo di suscitare, in chi guarda la sua opera, il dubbio circa questa dimensione proiettandolo là nel tempo, in quel frammento di spazio dove forse già è o dove forse sarà tra migliaia di anni. Parla inoltre dell'irrazionalità che c'è nell'osservare un'opera e della differenza tra ciò che si può percepire e ciò che davvero si percepisce, arrivando a dire che l'osservatore si accontenta di quello che vede solo per la pigrizia di non voler ricercare invece la realtà dell'uomo. 

### Manifesto del disimpegno
Arturo Vermi il 19 novembre 1976 scriveva nel Manifesto del disimpegno: “Dichiaro iniziata l’era del disimpegno; poiché oggi sono diverso da ieri, devo modificare o negare ciò che ho affermato ieri. Senza questa libertà non c’è evoluzione, progresso, scienza, felicità. Quindi basta impegni con: il padre, la madre, i figli, la patria, il dogma gli ideali, la parola data. Facciamo soltanto ciò che ci fa felici”. Dava così inizio al periodo del disimpegno. 

### L'Azzurro
Creato e edito con la moglie, è un periodico tutto di colore azzurro che, secondo Vermi, doveva riportare solo notizie belle. Venne pubblicato nel 1975 e poi nel 1978, in occasione dell'inaugurazione della biennale di Venezia.

### Lettera aperta
Scritta nel maggio 1983 e pubblicata nel 1984, è una lettera in cui l'artista fa un riassunto dei suoi trent'anni di lavoro, spiegando in poche righe come la sua arte è cambiata nel corso degli anni, cosa lo ha spinto a fare certe opere e da chi è stato influenzato il suo stile, raccontando anche delle sue mostre e esposizioni più importanti.

## Le esposizioni

Vermi, Castellani, Molli, Museo della scienza e tecnologia Milano

Le principali esposizioni individuali e collettive di Arturo Vermi sono:
- 1956: Arturo Vermi, Milano, Centro Culturale Pirelli
- 1960: Carnà, Scudieri, Vermi, Parigi, Galerie de Beaune.
- 1962: Carnà, Garibaldi, Tiné, Vermi, Milano, Ente internazionale di arte e cultura.
- 1963: Il Cenobio all’Indice: con A. Ferrari, U. La Pietra, E. Sordini, A. Verga, A. Vermi, Milano, Galleria L’Indice. Il Gruppo del Cenobio: Ferrari, La Pietra, Sordini, Verga, Vermi, Firenze, Saletta del Fiorino.
- 1966: III Mostra d'arte contemporanea, Milano, Palazzo Reale.
- 1967: L’oligomanzia, Milano, Galleria Cadario.
- 1970: Peau de Lion, Zurigo, Kunsthaus Zurich.
- 1971: Arturo Vermi, Milano, Galleria Il Giorno
- 1972: 26º salone Réalités Nouvelles, Parigi, Parc Floreal de Paris.
- 1973: XV Triennale di Milano, Milano, Palazzo della Triennale.
- 1975: Arturo Vermi. La luna, Milano Galleria Arte Struktura
- 1981: Linee di ricerca artistica in Italia 1960/1980, Roma, Palazzo delle esposizioni.
- 1991: Bidart, fiera internazionale di arte contemporanea, Bergamo, Fiera di Bergamo.
- 2000: Miracoli a Milano 1955/1965, Milano, Palazzo della Permanente
- 2004: Spazio e Ambiente – A. Vermi, A. Ferrari, Milano, Galleria Artestudio.
- 2010: Arturo Vermi opere 1959 – 1984, Livorno, Galleria Peccolo.
- 2014: Arturo Vermi, dagli esordi agli anni 70, Livorno, galerie 21
- 2016: Arturo Vermi – Figure in un tempo spazio, Firenze, Frittelli Arte Contemporanea.
- 2020: Arturo Vermi - I ritmi del segno, Roma, Circolo Esteri della Farnesina,  a cura di Carlo Franza

## Arturo Vermi nei musei
- IUS Museum https://www.jusmuseum.com/pictura-arturovermi.html
- Fondazione Biscozzi Rimbaud, Lecce
- Fondazione Brescia musei, Brescia
- Fondazione Berardelli, Brescia